# LMTK2
La serina/treonina-proteína quinasa LMTK2, también conocida como tirosina quinasa 2 de Lemur (LMTK2), es una enzima que en los seres humanos está codificada por el gen LMTK2.

## Función
La enzima LMTK2 pertenece a las familias de las proteínas quinasas y tirosina quinasas. Contiene hélices transmembrana N-terminal y una larga cola citoplásmica C-terminal con actividad serina / treonina / tirosina quinasa. Esta proteína interactúa con varias otras proteínas, como el receptor de andrógenos, el inhibidor 2 (Inh2), la proteína fosfatasa 1 (PP1C), la p35 y la miosina VI. Fosforila otras proteínas y también se fosforila cuando interactúa con el complejo quinasa 5 dependiente de ciclina (cdk5) / p35. Esta proteína participa en la señalización del factor de crecimiento nervioso (NGF) -TrkA, y también desempeña un papel fundamental en el tráfico de la membrana endosomal. Los estudios en ratones sugirieron un papel esencial de esta proteína en la espermatogénesis.

## Significación clínica
Se ha implicado que la pérdida de LMTK2 desempeña un papel en el desarrollo del cáncer de próstata.

## Interacciones
Se ha demostrado que LMTK2 interactúa con PPP1CA, quinasa 5 dependiente de ciclina y PPP1R2 . 